# King of the Kill
Albums de Annihilator
Set the World on Fire
(1993) Refresh the Demon
(1996)
King of the Kill est le quatrième album studio du groupe de thrash metal canadien Annihilator sorti en 1994.

## Liste des titres
| 1.  | The Box              | Jeff Waters           | 5:31 |
| 2.  | King of the Kill     | Waters, John Bates    | 3:12 |
| 3.  | Hell Is A War        | Waters                | 5:20 |
| 4.  | Bliss                | Waters                | 0:51 |
| 5.  | Second To None       | Waters, Aaron Randall | 5:16 |
| 6.  | Annihilator          | Waters, Bates         | 4:28 |
| 7.  | 21                   | Waters                | 4:25 |
| 8.  | In the Blood         | Waters, Ralph Murphy  | 4:19 |
| 9.  | Fiasco ("The Slate") | Waters                | 0:08 |
| 10. | Fiasco               | Waters                | 3:55 |
| 11. | Catch the Wind       | Waters                | 3:49 |
| 12. | Speed                | Waters                | 4:37 |
| 13. | Bad Child            | Waters                | 3:38 |

| 1.  | The Box                                   | Jeff Waters           | 5:31  |
| 2.  | King of the Kill                          | Waters, John Bates    | 3:12  |
| 3.  | Hell Is A War                             | Waters                | 5:20  |
| 4.  | Bliss                                     | Waters                | 0:51  |
| 5.  | Second To None                            | Waters, Aaron Randall | 5:16  |
| 6.  | Annihilator                               | Waters, Bates         | 4:28  |
| 7.  | 21                                        | Waters                | 4:25  |
| 8.  | In the Blood                              | Waters, Ralph Murphy  | 4:19  |
| 9.  | Fiasco ("The Slate")                      | Waters                | 0:08  |
| 10. | Fiasco                                    | Waters                | 3:55  |
| 11. | Catch the Wind                            | Waters                | 3:49  |
| 12. | Speed                                     | Waters                | 4:37  |
| 13. | Bad Child                                 | Waters                | 3:38  |
| 14. | Only Be Lonely (morceau bonus)            | Waters                | 5:32  |
| 15. | Comments from Jeff Waters (morceau bonus) | Waters                | 10:24 |
| 16. | Slates (morceau bonus)                    | Waters                | 4:04  |

Source.

## Composition du groupe
- Jeff Waters - Chant, Guitare, Basse.
- Randy Black - Batterie.

## Sources
1. ↑  , allmusic.com